# Lista țărilor în funcție de activele financiare

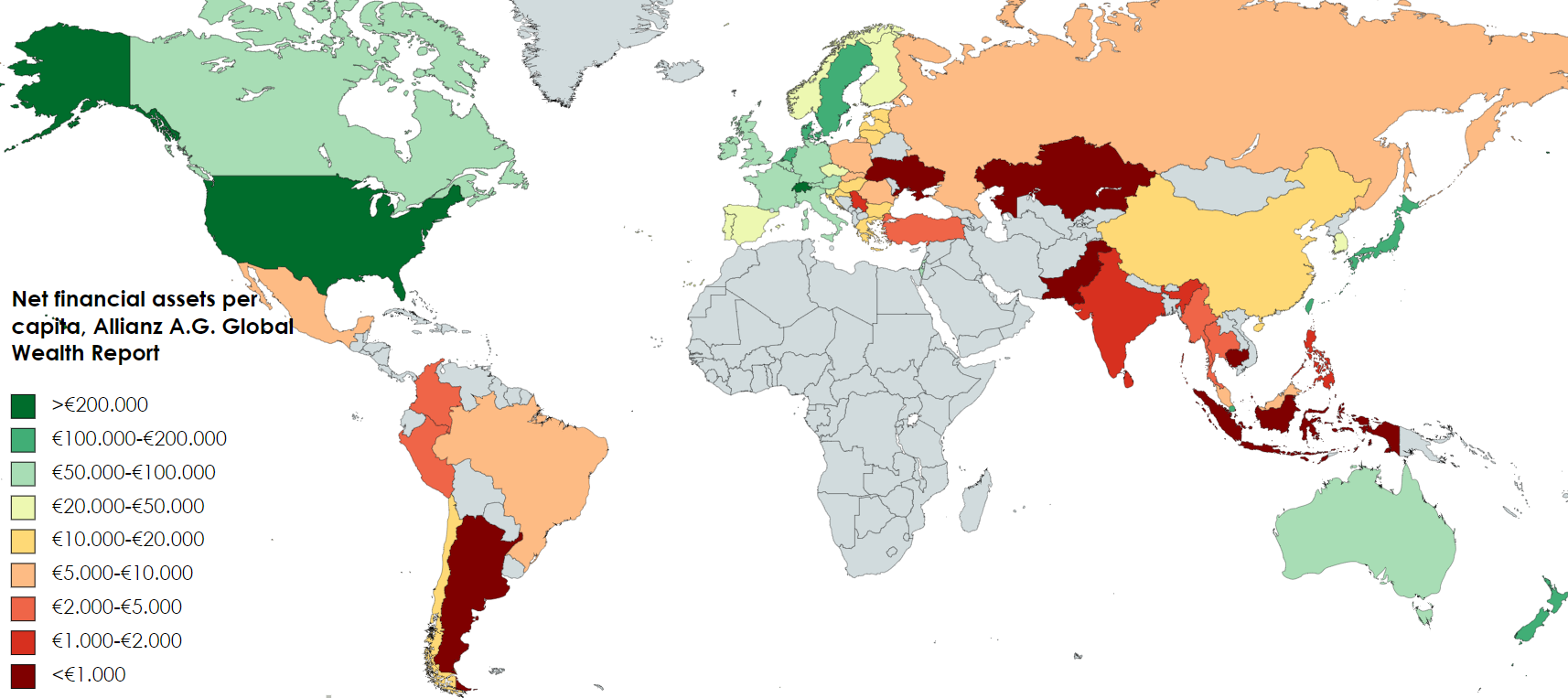
Harta țărilor în funcție de activele financiare nete pe locuitor, în euro, (Allianz A.G. Global Wealth Report)

Lista țărilor în funcție de activele financiare prezintă două clasamente ale țărilor lumii, sortate după activele financiare nete pe locuitor, pe baza datelor publicate de Allianz A.G., respectiv după averea financiară brută per adult, pe baza datelor publicate de Credit Suisse.
Primul tabel prezintă un clasament a 57 de țări selectate, sortate după cea mai mare valoare a activelor financiare nete medii pe locuitor.
Al doilea tabel prezintă un clasament al 41 de țări selectate, sortate după cea mai mare avere financiară brută pe adult, publicat în „Global Wealth Databook” al Credit Suisse
Averea medie netă se calculează scăzând valoarea datoriilor din averea financiară medie. Averea financiară per adult este valoarea totală a valorii financiare sau suma activelor financiare totale minus pasivele. Averea financiară ia în considerare: economii, aurul monetar, valută și depozite, stocuri, titluri de valoare și împrumuturi. Activele financiare includ rezerve de pensii și asigurări de viață, care în multe cazuri nu pot fi retrase la cerere.
În perioadele în care piețele de acțiuni au cunoscut o creștere puternică, averea (bogăția) națională și pe locuitor ale țărilor în care oamenii sunt mai expuși pe acele piețe, cum ar fi Statele Unite și Regatul Unit, tind să crească. Pe de altă parte, atunci când piețele de acțiuni sunt în regres, averea relativă din țările în care oamenii investesc mai mult în imobiliare sau obligațiuni, cum ar fi Franța și Italia, tind să crească.
Țările cu populații îmbătrânite, cum ar fi Germania și Italia, ar înregistra o bogăție relativă mai mare dacă ar fi calculată pe locuitor și nu per adult.
| Loc | Țară                       | Active financiare medii nete pe locuitor (EUR) |
|     |                            |                                                |
| --- | -------------------------- | ---------------------------------------------- |
| 1   | Statele Unite ale Americii | 259.780                                        |
| 2   | Elveția                    | 237.110                                        |
| 3   | Danemarca                  | 183.610                                        |
| 4   | Suedia                     | 146.530                                        |
| 5   | Taiwan                     | 138.220                                        |
| 6   | Singapore                  | 134.150                                        |
| 7   | Noua Zeelandă              | 132.170                                        |
| 8   | Țările de Jos              | 125.510                                        |
| 9   | Canada                     | 125.290                                        |
| 10  | Israel                     | 106.220                                        |
| 11  | Belgia                     | 103.650                                        |
| 12  | Regatul Unit               | 102.830                                        |
| 13  | Japonia                    | 102.720                                        |
| 14  | Australia                  | 99.400                                         |
| 15  | Irlanda                    | 77.610                                         |
| 16  | Franța                     | 72.320                                         |
| 17  | Italia                     | 71.820                                         |
| 18  | Germania                   | 69.290                                         |
| 19  | Austria                    | 67.930                                         |
| 20  | Malta                      | 50.330                                         |
| 21  | Spania                     | 40.480                                         |
| 22  | Finlanda                   | 38.360                                         |
| 23  | Coreea de Sud              | 38.230                                         |
| 24  | Norvegia                   | 35.720                                         |
| 25  | Portugalia                 | 28.860                                         |
| 26  | Slovenia                   | 25.400                                         |
| 27  | Cehia                      | 24.380                                         |
| 28  | Estonia                    | 22.560                                         |
| 29  | Ungaria                    | 18.060                                         |
| 30  | Grecia                     | 17.900                                         |
| 31  | Lituania                   | 16.740                                         |
| 32  | Chile                      | 16.440                                         |
| 33  | China                      | 15.400                                         |
| 34  | Letonia                    | 15.110                                         |
| 35  | Croația                    | 14.400                                         |
| 36  | Bulgaria                   | 11.410                                         |
| 37  | Polonia                    | 11.250                                         |
| 38  | Malaysia                   | 10.040                                         |
| 39  | Africa de Sud              | 9.220                                          |
| 40  | Brazilia                   | 8.940                                          |
| 41  | Slovacia                   | 8.460                                          |
| 42  | Mexic                      | 7.210                                          |
| 43  | Rusia                      | 7.130                                          |
| 44  | România                    | 6.590                                          |
| 45  | Thailanda                  | 4.450                                          |
| 46  | Columbia                   | 3.640                                          |
| 47  | Turcia                     | 2.400                                          |
| 48  | Sri Lanka                  | 2.190                                          |
| 49  | Peru                       | 1.900                                          |
| 50  | Filipine                   | 1.820                                          |
| 51  | Serbia                     | 1.440                                          |
| 52  | India                      | 1.290                                          |
| 53  | Argentina                  | 1.270                                          |
| 54  | Cambodia                   | 880                                            |
| 55  | Indonezia                  | 870                                            |
| 56  | Pakistan                   | 590                                            |
| 57  | Kazahstan                  | 520                                            |

| Loc | Țară          | Avere financiară brută per adult (USD) |
|     |               |                                        |
| --- | ------------- | -------------------------------------- |
| 1   | Elveția       | 475.140                                |
| 2   | Statele Unite | 468.295                                |
| 3   | Hong Kong     | 393.130                                |
| 4   | Danemarca     | 350.452                                |
| 5   | Suedia        | 292.931                                |
| 6   | Noua Zeelandă | 272.410                                |
| 7   | Țările de Jos | 257.224                                |
| 8   | Australia     | 254.419                                |
| 9   | Canada        | 241.785                                |
| 10  | Singapore     | 238.070                                |
| 11  | Israel        | 233.869                                |
| 12  | Taiwan        | 232.930                                |
| 13  | Belgia        | 192.517                                |
| 14  | Regatul Unit  | 189.915                                |
| 15  | Japonia       | 169.080                                |
| 16  | Norvegia      | 160.983                                |
| 17  | Irlanda       | 155.982                                |
| 18  | Franța        | 146.424                                |
| 19  | Germania      | 126.775                                |
| 20  | Austria       | 125.124                                |
| 21  | Italia        | 115.335                                |
| 22  | Finlanda      | 99.964                                 |
| 23  | Coreea de Sud | 97.177                                 |
| 24  | Spania        | 79.259                                 |
| 25  | Portugalia    | 62.019                                 |
| 26  | Cehia         | 47.594                                 |
| 27  | Grecia        | 40.073                                 |
| 28  | Chile         | 38.878                                 |
| 29  | China         | 38.848                                 |
| 30  | Ungaria       | 33.098                                 |
| 31  | Polonia       | 22.817                                 |
| 32  | Africa de Sud | 19.999                                 |
| 33  | Mexic         | 19.061                                 |
| 34  | România       | 13.795                                 |
| 35  | Rusia         | 13.683                                 |
| 36  | Thailanda     | 10.027                                 |
| 37  | Columbia      | 9.434                                  |
| 38  | Kazahstan     | 8.262                                  |
| 39  | Indonezia     | 6.883                                  |
| 40  | Turcia        | 5.486                                  |
| 41  | India         | 3.926                                  |